# Войславице (гмина)
Войславице (пол. Wojsławice) — сельская гмина (волость) в Польше, входит как административная единица в Хелмский повет, Люблинское воеводство. Население — 4399 человек (на 2004 год).

## Сельские округа
1. Чарнолозы
2. Хута
3. Красне
4. Кукавка
5. Майдан
6. Майдан-Кукавецки
7. Майдан-Островски
8. Новы-Майдан
9. Острув
10. Острув-Колёня
11. Партызанцка-Колёня
12. Путновице-Колёня
13. Путновице-Вельке
14. Розенцин
15. Стадарня
16. Стары-Майдан
17. Тросчанка
18. Туровец
19. Витольдув
20. Войславице
21. Войславице-Колёня
22. Вулька-Путновицка

## Прочие поселения
1. Брониславка
2. Будка
3. Чтеры-Слупы
4. Гура-Бляхова
5. Гура-Лосюв
6. Гура-Пуделкова
7. Калюшки
8. Корытына
9. Майданек
10. Похулянка
11. Поплавы
12. Пшецинек
13. Строна
14. Тартак
15. Задебра

## Соседние гмины
1. Гмина Бялополе
2. Гмина Грабовец
3. Гмина Красничин
4. Гмина Леснёвице
5. Гмина Ухане
6. Гмина Жмудзь